# アドヴェイト・チャンダン
アドヴェイト・チャンダン（Advait Chandan、1987年1月26日 - ）は、インドの映画監督。アーミル・カーンのマネージャーを務めていた。

## キャリア
プララド・カッカルの広告製作会社で数年間インターンを務めた。その後、ファルハーン・アクタルの助監督になることを希望してエクセル・エンターテインメントの面接を受けるが、経験不足を理由に『DON -過去を消された男-』への採用を断られる。ファルハーンは代わりに同社が製作を手掛けるリーマー・カーグティーの『Honeymoon Travels Pvt. Ltd.』の助監督に彼を採用し、アドヴェイトは映画業界でのキャリアをスタートさせる。その後はアーミル・カーン・プロダクションに採用されてアーミル・カーンのマネージャーとなり、『地上の星たち』ではアシスタント・プロダクションマネージャーを務め、2011年にはキラン・ラオの『ムンバイ・ダイアリーズ』でキャスティング監督、ポストプロダクション・スーパーバイザーを務めた。
2017年にアーミル、ザイラー・ワシームを主要キャストに迎えた『シークレット・スーパースター』で監督デビューした。同作では監督の他に脚本も手掛けている。2019年10月からアーミル主演の『Lal Singh Chaddha』で監督として撮影に参加する。

## フィルモグラフィ
- Honeymoon Travels Pvt. Ltd.（2007年） - 助監督
- 地上の星たち（英語版）（2007年） - アシスタント・プロダクションマネージャー
- ムンバイ・ダイアリーズ（2011年） - キャスティング監督、ポストプロダクション・スーパーバイザー
- シークレット・スーパースター（2017年） - 監督、脚本
- Lal Singh Chaddha（2022年） - 監督
- Loveyapa（2025年） - 監督、脚本

## 受賞歴
- ジー・シネ・アワード 有望監督賞（英語版）：『シークレット・スーパースター』（2017年）